# قوبيون ذهبي
قوبيون ذهبي (الاسم العلمي: Gobius auratus) (بالإنجليزية: Golden goby )‏ هو نوع من الأسماك يتبع جنس القوبيون من الفصيلة القوبيونية.